# 春日井市立坂下小学校
春日井市立坂下小学校（かすがいしりつ さかしたしょうがっこう）は、愛知県春日井市坂下町にある公立小学校。

## 概要
- 上野町、神屋町の一部、坂下町1-3丁目、坂下町4丁目の一部、坂下町5・6丁目、坂下町7丁目の一部、廻間町の大部分、東神明町の一部が校区であり、公立中学校の進学先は春日井市立坂下中学校である[1]。
- 県医療療育総合センター内に院内学級の「さくら学級」が設置されている[2]。
- 旧・東春日井郡坂下町の小学校であった。

## 沿革
- 1873年（明治6年） - 一色村に第2大学区第3番中学区第67番小学正賢学校が開校する。
- 1876年（明治9年） - 坂下学校に改称する。
- 1878年（明治11年） -
  - 和泉村と一色村が合併し、坂下村となる。
  - 坂下学校が休校となる。
- 1880年（明治13年） - 坂下村に坂下学校、廻間村に廻間学校、神屋村が神屋学校が開校する。
- 1887年（明治20年） - 坂下学校、廻間学校、神屋学校が統合され、尋常小学坂下学校となる。
- 1889年（明治22年）10月1日 - 坂下村、神屋村、廻間村、上野村が合併し、神阪村が発足する。同時に尋常小学神阪学校に改称する。
- 1892年（明治25年） - 坂下尋常小学校に改称する。
- 1895年（明治28年） - 高等科を設置し、坂下尋常高等小学校に改称する。
- 1906年（明治39年）7月16日 - 神坂村と内津村が合併し、坂下村が発足する。
- 1913年（大正2年） - 現在地に校舎が完成し、移転する。
- 1928年（昭和3年）11月1日 - 坂下村が町制施行し、坂下町となる。
- 1941年（昭和16年）4月1日 - 坂下第一国民学校に改称する。
- 1944年（昭和19年）4月1日 - 坂下第二国民学校を統合する。同時に坂下国民学校に改称する。
- 1947年（昭和22年）4月1日 - 坂下町立坂下小学校に改称する。坂下町立西尾小学校を分離する。
- 1958年（昭和33年）1月1日 - 坂下町が春日井市に編入される。同時に春日井市立坂下小学校に改称する。
- 1966年（昭和41年） - 新校舎（鉄筋コンクリート造、現・北館。）が完成する。
- 1968年（昭和43年） - 校舎を増築する。
- 1971年（昭和46年） - 校舎を増築する。
- 1972年（昭和47年） - 南館が完成する。
- 1973年（昭和48年） - 体育館が完成する。
- 1979年（昭和54年） - 春日井市立神屋小学校を分離する。

## 交通アクセス
- 名鉄バス高蔵寺ニュータウン線、桃花台線、春日井線「坂下5丁目」バス停より徒歩約4分。

高蔵寺北口より【83系統】「桃花台センター」行、【84系統】「かみや団地口」行、【85系統】「福祉の里」行、【86系統】「福祉の里（明知工業団地経由）」行、【91系統】「県医療療育総合センター」行。
勝川駅より【40系統】「藤山台南」行、【41系統】「県医療療育総合センター」行。
- かすがいシティバス東環状線「坂下5丁目」バス停より徒歩約4分。

## 周辺施設
- 愛知県立春日井東高等学校
- 春日井市立神屋小学校
- 愛知県警察学校